# Nowik białogardły
Nowik białogardły (Neotoma albigula) – gatunek ssaka z podrodziny nowików (Neotominae) w obrębie rodziny chomikowatych (Cricetidae).

## Zasięg występowania
Nowik białogardły występuje w północno-zachodniej Ameryce Północnej zamieszkując w zależności od podgatunku:
- N. albigula albigula – od skrajnie południowo-wschodniej Nevady, Arizony i większości Nowego Meksyku (południowo-zachodnie Stany Zjednoczone) na południe do północno-wschodniej Sonory i środkowego Chihuahua (północny Meksyk).
- N. albigula brevicauda – ograniczony do małego odizolowanego obszaru wzdłuż granicy pomiędzy Utah a Kolorado (zachodnie Stany Zjednoczone).
- N. albigula laplataensis – południowo-wschodnie Utah, południowo-zachodnie Kolorado, północna Arizona i północno-zachodni Nowy Meksyk (południowo-zachodnie Stany Zjednoczone).
- N. albigula mearnsi – mały region w skrajnie południowo-zachodniej Arizonie (południowo-zachodnie Stany Zjednoczone).
- N. albigula seri – ograniczony do wyspy Tiburón na Morzu Corteza (północno-zachodni Meksyk).
- N. albigula sheldoni – mały region w skrajnie północno-wschodniej Sonorze (północno-zachodni Meksyk).
- N. albigula venusta – południowo-wschodnia Kalifornia, skrajna południowa Nevada i zachodnia Arizona (południowo-zachodnie Stany Zjednoczone) oraz skrajnie północno-wschodnia Kalifornia Dolna i północno-zachodnia Sonora (północno-zachodni Meksyk).

## Taksonomia
Gatunek po raz pierwszy zgodnie z zasadami nazewnictwa binominalnego opisała w 1894 roku amerykańska zoolożka Flora Hartley nadając mu nazwę Neotoma albigula. Holotyp pochodził z okolic Fort Lowell (niedaleko Tucson), w hrabstwie Pima, w Arizonie, w Stanach Zjednoczonych.
Dawniej rozpoznano 15 podgatunków N. albigula, ale ostatnie zmiany taksonomiczne umieściły wschodnie i południowo-wschodnie populacje (durangae, latifrons, leucodon, melas, robusta, subsolana i warreni) w N. leucodon natomiast południowo-zachodnie populacje (melanura) zostały uznane za odrębny gatunek N. melanura. Autorzy Illustrated Checklist of the Mammals of the World rozpoznają siedem podgatunków.

### Etymologia
- Neotoma: gr. νεος neos „nowy, inny”; τομος tomos „tnący”, od τεμνω temnō „ciąć”; w aluzji do zębów, które wskazywały na nowy typ gryzonia, różniący się od Mus, do którego pierwotnie zaliczano gatunek typowy[17].
- albigula: łac. albus „biały”; gula „gardło”[18].
- brevicauda: łac. brevis „krótki”; cauda „ogon”[18].
- laplataensis: hrabstwo La Plata, Kolorado, Stany Zjednoczone[19].
- mearnsi: ppłk. Edgar Alexander Mearns (1858–1916), United States Army w latach 1883–1909, chirurg, kolekcjoner z Meksyku z lat 1892–1894, z Filipin z lat 1903–1907 i tropikalnej Afryki z lat 1909–1911[10][20][19][18].
- seri: Seri, rdzenni mieszkańcy wyspy Tiburón, Sonora, Meksyk[19][18].
- sheldoni: Charles Sheldon (1867–1928), amerykański myśliwy, przyrodnik, konserwator przyrody, kolekcjoner[12][21].
- venusta: łac. venustus „piękny, śliczny”, od venus „piękno”[18].

## Morfologia
Długość ciała (bez ogona) 206–215 mm, długość ogona 76–185 mm, długość ucha 28–30 mm, długość tylnej stopy 30–39 mm; masa ciała 145–350 g.

## Tryb życia
Występuje w zaroślach i rzadkich lasach. Grupa nowików licząca około 100 osobników buduje wspólnie ogromne gniazdo z wszelkiego dostępnego materiału, m.in. z gałęzi, a nawet z niewielkich fragmentów kaktusów. Gniazdo może osiągnąć średnicę do 2 m i zwykle umieszczone jest w stercie kamieni lub u podnóża drzewa. Nowiki ciągle wchodzą i wychodzą z gniazda, udając się na poszukiwanie pożywienia – młodych pędów, owoców i innego pokarmu roślinnego.
Miot składa się z 1–4 młodych.